# Software Art

Codi font d'un programa escrit en el llenguatge de programació java, la modificació del qual pot devenir una obra artística.

La denominació Software Art designa les obres que es creen quan és el mateix artista qui programa. Aquest concepte va néixer en relació al Net.art durant la dècada de 1990. L'obra d'art com a programa és executable en un enotrn hardware i no es limita necessàriament a internet. Si d'una banda es tracta de la creació de nous instruments tècnics i de noves funcionalitats pràctiques, de l'altra es pretén també generar formes expressives d'evident caràcter estètic.
La creació d'un programa pot constituir un dels components d'una determinada obra artística. El resultat pot ser un objecte artístic, proveït o no de moviment, o també pot constituir el producte d'una modificació dels continguts existents en un ordinador o en una pàgina web. D'aquesta manera, existeixen, per exemple, treballs software que modifiquen dades en un ordinador o els codis HTML de les pàgines web amb l'objectiu de generar una obra o experiència artística.
La tasca d'escriure programes informàtics ha estat executada per artistes ja des dels primers temps de l'art digital, però el concepte de Software Art és relativament recent. Fins a aquest moment, la creació de programes havia ocupat un lloc d'escassa importància en el panorama i els plantejaments de l'art digital.

## Classificació
L'art que es realitza mitjançant software es tendeix a enquadrar dins de l'àmbit de l'art conceptual.
Tot i això, els crítics i artistes adscrits al Software Art es resisteixen a acceptar en alguns casos aquesta categorització degut a que els sembla massa estàtica, doncs defensen els programes no només com una idea, sinó també com quelcom dotat d'entitat material. Contràriament a l'animació (formada per seqüències renderitzades que es repeteixen constantment en cicles sense modificació) el Software Art es reprograma constantment donant lloc a un producte completament nou. Això significa que existeix un infinit ventall de possibilitats i és altament improbable que es repeteixin, per exemple, les dades referents al color i a les formes. Més enllà de l'origen algorítmic i de l'enllaç al codi, el concepte de Software ha anat conquerint la seva pròpia autonomia i posició en contextos culturals i filosòfics diversos.
Hi ha artistes que defensen que el Software Art es refereix a la producció de programari com a art més que a l’ús de programari per produir art. Argumenten que la praxi artística del software pot oferir noves formes crítiques de pràctica artística incorporant contradiccions en la interacció entre codi i acció.

## Història
La història del Software Art ha permès incloure una gran varietat d’enfocaments, ja siguin centrats en el codi i la seva poètica, en l'execució de codi i l'art generat “automàticament”, en l'estètica visual-política de les interfícies o sobre el programari com a eina de crítica social i política i com a mitjà artístic.
En la dècada de 1960 alguns artistes van començar a escriure el seu propi programari, però els historiadors els ha situat en el context del Computer Art o Algorithmic Art. Posteriorment, als anys 90, es dona l'emergència de l'anomenat New Media Art (art dels nous mitjans), el que es creat a través de mitjans digitals. El New Media Art és un terme força ampli que engloba diverses manifestacions artístiques, com són: Net.art, Game Art, Generative Art, Software Art, Browser Art, realitat virtual, robòtica i en general totes les manifestacions artístiques produïdes per mitjà de les tecnologies digitals. Aquest es va donar en el context d'un renaixement de l'art polític i enmig d'una revolució tecnològica de grans dimensions: la massificació d'Internet i l'abaratiment i popularització de les computadores personals.
A partir de 1993 el món de l'art va prestar renovada atenció a les manifestacions artístiques emergents que es desenvolupaven en el context de les computadores digitals i les xarxes telemàtiques. Va ser així que les manifestacions del New Media Art van anar adquirint un paper cada vegada més destacat en els museus, festivals, biennals, universitats, col·loquis i tot tipus d'esdeveniments artístics, culturals i acadèmics.
En l'època dels primers pioners, com Charles Csuri o Manfred Mohr, una condició previa per executar la obra era coneixement de programació. Molts dels primers artistes eren autodidactes o col·laboraven amb programadors per traslladar les seves idees a la màquina. En les primeres etapes del Software Art l'objectiu principal era aconseguir un determinat resultat estètic o experimentar amb les possibilitats que oferia la màquina.
El terme software art com el coneixem avui en dia es va començar a usar amb freqüència a partir de finals de la dècada de 1990 i s'ha optat per elegir el Festival Transmediale de 2001 com l'esdeveniment "oficial" amb el qual s'inaugura el Software Art en el món de l'art professional, ja que aquest va ser el primer festival important en atorgar-li un premi.
Quan els software comercials com Painter, Photoshop o 3D-Studio Max van començar a ser més utilitzats es va desenvolupar entre els joves artistes una tendència que apuntava en una direcció contrària. Aquests artistes no estaven interessats en construir propostes artístiques sobre una base estètica que es trobava disponible en els anteriors programes comercials. Aquests softwares no es corresponien amb les seves necessitats i limitaven el seu camp d'acció. En aquest context es va ampliar el concepte d'art al codi en si. D'aquesta manera, els virus i el Hacktivisme es van convertir en opcions artístiques.
En tot cas, és a partir del 2001 que el Software Art comença a veure cada vegada més com una manifestació que per la seva complexitat ha de ser analitzada de forma concreta i específica.

## Artistes destacats

### Manfred Mohr
Mafred Mohr (1938, Pforzheim, Alemanya) va ser un dels primers artistes digitals que va adoptar un enfocament estrictament coneptual. Va estudiar a the École des Beaux Arts a París i posteriorment es va desplaçar a New York on treballa des de 1981. En els seus inicis Mohr es va exercir tant com a pintor com a músic de jazz. És important destacar que la música té una gran influència en ell i les seves obres pel que fa a l'estudi i ús de l'ritme i la repetició.
El 1971 Mohr va presentar la seva primera gran exhibició "Une Esthétique Programmée" al Museé d'Art Modern de la Ville de Paris. Aquest esdeveniment és conegut com el primer "solo show" en un museu amb obres completament realitzades per computadora. En aquesta oportunitat també Mohr va presentar una demostració del plotter Benson FLATBED i la creació de dibuix generat per ordinador per primera vegada en públic.
Les seves creacions es sustenten i basen en l'estructura de cubs i hipercubs, i les relacions entre els plans i línies d'aquests. Després de treballar durant més de tres dècades únicament en blanc i negre, el 1999 va decidir crear les seves primeres obres en color. La primera serie que va desenvolupar va ser space.color, basada en un cub de sis dimensions. Els colors van ser escollits aleatòriament, i el resultat no es va modular per cap preferència estètica o conceptual. En el marc d'aquesta serie Mohr va traslladar per primer cop a una pantalla, i en temps real, les seves complexes programacions en forma de representació gràfica en moviment, denominant aquest treball space.color motion. És considerada la seva obra mestra ja que mostra l'aspecte generatiu del seu treball.

### Harold Cohen
Harold Cohen (1928-2016) va ser un artista d'origen britànic. Va estudiar pintura a la Slade School of Fine Arts de Londres, i posteriorment va ensenyar a la Slade, així com a Camberwell, Nottingham i altres escoles artístiques. Va representar Gran Bretanya en els principals festivals internacionals dels anys 60, incloent la Biennal de Venècia, la Documenta i la Biennal de París.
És conegut per ser el creador d'AARON, un programa d'ordinador dissenyat per produir art de forma autònoma. La va començar a desenvolupar el 1971 i el 1973 la va presentar. Inicialment AARON només podia produir dibuixos abstractes que Cohen colorejava a mà. Als anys vuitanta, Cohen afegí més aspectes figuratius i programà AARON per realitzar i pintar retrats. Va escriure AARON en el llenguatge de programació C, però finalment es va convertir a Lisp, citant que C era "massa inflexible, massa inexpressiu, per bregar amb una cosa tan conceptualment complexa com el color". AARON va ser un projecte completament empíric: Cohen va estudiar com dibuixaven els nens, va rastrejar els petroglifs dels nadius americans de Califòrnia, va entrevistar espectadors i va experimentar amb algoritmes per descobrir les característiques de les imatges que les fan representar alguna cosa.

### John F. Simon
John F. Simon (1963, Louisiana, EEUU) va començar, als anys noranta, a escriure programari digital per crear imatges visuals. Les seves obres de pantalla LED mostren abstraccions que varien infinitament a causa de la seqüenciació aleatòria. Els elements visuals de cada peça són generats en temps real pel seu programari. Molt aviat va ampliar els seus treballs de software a objectes mitjançant la configuració dels hardware circumdants. La seva obra Color Panel, de 2001, és una composició software abstracta. El hardware prové d'ordinadors Apple PowerBook desmuntats, dels quals aprofita la pantalla LCD i el hardware.

### Mark Naiper
Mark Naiper (1961, Nova Jersey, EEUU) és un pioneer del software art. És autor del seu propi lloc web, potatoland.org, el seu estudi en línia on es poden trobar moltes de les seves obres d'art, com Shredder 1.0, net.flag, Riot, etc.

### Altres[30]
- Scott Draves és conegut sobretot per la creació de "Electric Sheep" el 1999, l'instrument visual-musical "Bomb" el 1995 i l'algoritme "Fractal" el 1992.

- Robert B. Lisek, creador de NEST - Citizens Intelligence Agency i cuc GGGRU, programari de cerca de dades per buscar patrons i enllaços ocults entre persones, grups, objectes, esdeveniments, llocs / basat en el programari antiterrorista de LANL i GRU.
- Bob Holmes és un artista que crea llocs web signats, exposats i venuts a galeries i museus com a obres d’art autònomes.
- Netochka Nezvanova és l'autora de nebula.m81, un navegador web experimental guardonat a la Transmediale 2001 en la categoria "Software Art". També és la creadora de la influent suite de programari nato.0 + 55 + 3d per a la manipulació de vídeo en directe.
- Jason Salavon és conegut per la creació de "amalgamacions" que donen una mitjana de desenes d'imatges per crear imatges "arquetipes" etèries individuals.
- Alexei Shulgin és molt conegut per aquest grup de rendiment 386DX, però també se li atribueixen les primeres creacions inspirades en l'art del programari.
- Adrian Ward ha guanyat diversos premis per la seva Signwave Auto-Illustrator, una aplicació generativa de disseny gràfic d’art, que parodia Adobe Photoshop.
- Martin Wattenberg és un dels pioners de l'art de visualització de dades, crea obres basades en música, fotografies i fins i tot edicions a la Viquipèdia.
- Corby & Baily van ser els primers experimentadors en aquest camp, productors del navegador web reconegut que va obtenir una menció honorífica a la secció de Net.art d’Ars Electronica el 1999.
- LIA és un dels primers pioners del Net.art i el Software Art. El seu lloc web, re-move.org (1999-2003), va rebre un premi de distinció a la categoria Net Vision / Net Excellence Category d'Ars Electronica el 2003.

## Premis i festivals
Un altre dels espais essencials per a la consolidació de l'art digital ha estat el que han brindat els festivals i biennals internacionals. Mentre que els museus són espais permanents, en els quals el més important és la seva col·lecció i les exhibicions; els festivals es distingeixen per ser esdeveniments especials que tenen lloc cada determinat temps (gairebé sempre anuals o bianuals), en els quals se sol celebrar un concurs, una exhibició i un seguit d'activitats paral·leles com són col·loquis, trobades, ponències o tallers que són tan importants com la mateixa exhibició. El més important dels festivals i biennals és que són espais de trobada en què conflueixen artistes, curadors, col·leccionistes, investigadors i en general tota la gent involucrada en el món de l'art contemporani. En el marc d'aquests s'han generat tot un seguit d'iniciatives que han estat fonamentals per a la consolidació de l'Art Digital i per extensió el Software Art. Per exemple, a la Biennal de Venècia de 1997 es va celebrar un dels primers compendis organitzats sobre teoria i crítica del New Media Art.
Dins el circuit de Festivals i Biennals internacionals hi havia alguns espais que eren més propensos que altres a acollir aquestes manifestacions i van ser aquests els que mai van promocionar la discussió i debat sobre Art Digital.
Un dels més importants és l'ARS Electronica (Linz, Àustria). L'any 2003 el lema del festival va ser "Code: The Language of our Time" i es va dedicar a analitzar la importància del codi en la societat contemporània. A més de l'exposició pròpia de festival, es va editar un volum recopilatori amb ponències de destacats artistes i investigadors, el qual va constituir un dels primers materials impresos de referència dedicats especialment a l'anàlisi de software des del punt de vista de l'art i la cultura contemporània.
Altres festivals importants són la Transmediale (Berlin, Alemanya), ISEA (simposi internacional itinerant), o SIGGRAPH (conferència itinerant dins dels EUA). Per estar consagrats a la relació art-ciència-tecnologia, s'han consolidat com els espais més importants i més antics de confluència entre artistes, crítics, curadors i altres professionals de l'art digital. Alguns d'aquests espais s'han transformat, passant de ser espais dedicats al cinema (Transmediale) o al camp de la computació científica (SIGGRAPH) per donar espai a les manifestacions de l'Art dDigital i les seves derivants.
D'altra banda, van sorgir nous espais creats especialment per a promoure aquest tipus d'art. Alguns d'aquests espais ja no existeixen, però en el seu moment van tenir un paper important en la difusió i promoció del New Media Art. Per exemple, el Festival Readme, que va tenir quatre edicions entre 2002 i 2005, va ser un espai important per a la difusió del Software Art. De Readme es va derivar una altra iniciativa, Runme.org, un repositori de Software Art en línia que es manté disponible fins al dia d'avui.
Entre els espais de nova creació que s'han consolidat tenim el festival FILE (Electronic Language International Festival), iniciat al Brasil l'any 2000, el qual des dels seus inicis ha generat una plataforma per a Software Art, realitzant no només el festival anual, sinó organitzant simposis, exhibicions, editant llibres i realitzant tallers i altres activitats paral·leles.
Existeixen també espais que es van crear aprofitant les possibilitats que oferien les noves tecnologies. Aquests espais, pràcticament tots en format digital, van tenir un paper determinant, ja que van omplir un buit que els espais tradicionals no podien omplir en un moment de transició. Es tracta de comunitats en línia, galeries virtuals, publicacions digitals o llistes de correus (eines de la web 1.0 i 2.0.). La seva principal característica és que, gràcies a l'horitzontalitat, descentralització i distribució d'Internet, són espais autogestionats i al marge del mercat.